# Symfonie nr. 9 (Mozart)
Symfonie nr. 9 in C majeur, KV 73, is een symfonie van Wolfgang Amadeus Mozart. Wanneer het stuk geschreven is, is onzeker. Aangenomen wordt dat de symfonie tijdens zijn eerste reis naar Italië (eind 1769, begin 1770) gecomponeerd werd, maar sommige bronnen dateren het werk "waarschijnlijk niet voor de zomer van 1772". Hij zou de symfonie begonnen zijn in Salzburg, voor zijn Italiaanse reis, en afgewerkt tijdens zijn reis. 

De symfonie is gecomponeerd in vier delen en het is Mozarts eerste symfonie in C-majeur. Het is niet bekend op welk van de vele concerten in Italië de symfonie de eerste keer te horen viel. Het manuscript wordt bewaard in de Biblioteka Jagiellońska in Krakau.

## Orkestratie
De symofonie is geschreven voor:
- Twee fluiten
- Twee hobo's
- Twee hoorns
- Twee trompetten
- Fagot
- Pauken
- Strijkers
- Klavecimbel

## Delen
De symfonie bestaat uit vier delen:
1. Allegro, 4/4
2. Andante, 2/4
3. Menuetto en trio, 3/4
4. Molto allegro, 2/4